# Schertsvuurwerk
Schertsvuurwerk, fopvuurwerk of kindervuurwerk is een categorie vuurwerk.
In het Nederlandse Vuurwerkbesluit van 2012 wordt het 'Categorie 1'-vuurwerk genoemd. Het is gedurende het hele jaar toegestaan aan personen van 12 jaar en ouder om dit vuurwerk te kopen en af te steken.
Voorbeelden van schertsvuurwerk zijn:
- bengaals vuur (ook wel Morning Glory genoemd)
- fonteintjes zoals ijsfonteintjes
- knalerwten
- knetterballen
- knetterlinten
- sterretjes
- trektouwtjes